# Attila Mesterházy
Dans le nom hongrois Mesterházy Attila, le nom de famille précède le prénom, mais cet article utilise l’ordre habituel en français Attila Mesterházy, où le prénom précède le nom.
Attila Csaba Mesterházy ([ˈɒtillɒ ˈtʃɒbɒ], [ˈmɛʃtɛrhaːzi]), né le 30 janvier 1974 à Pécs est un homme politique hongrois membre du Parti socialiste hongrois (MSzP). 
Il est député depuis 2002 et président du MSzP entre 2010 et 2014.